# Tharra vitiensis
Tharra vitiensis är en insektsart som beskrevs av Nielson 1975. Tharra vitiensis ingår i släktet Tharra och familjen dvärgstritar. Inga underarter finns listade i Catalogue of Life.